# Rose Chibambo
Rose Lomathinda Chibambo (nacida Ziba; Kafukule, Nyasalandia, 8 de septiembre de 1928 – Blantire, Malaui, 12 de enero de 2016) fue una prominente política del Protectorado Británico de Nyasalandia en los año previos a la independencia del país que se convertiría en la República de Malaui en 1964, donde también ejerció como política.

## Biografía
Rose Lomathinda Ziba nació en Kafukule, distrito de Mzimba, en el seno de una familia tumbuka el 8 de septiembre de 1928, cuando Nyasalandia todavía era un protectorado bajo el dominio colonial británico. En 1947 se casó con Edwin Chibambo, antiguo maestro y entonces funcionario público. En 1948 se mudaron a Zomba tras ser destinado su marido al departamento de Obras Públicas. Completó su educación secundaria en una escuela nocturna en Zomba en 1948 mientras estaba embarazada de su primer hijo. Tuvo otro hijo en 1951 y cuatro más tarde. El menor nació en 1961.
En 1952 se enteró de las actividades del Congreso Africano de Nyasalandia (NAC, por sus siglas en inglés: Nyasaland African Congress) que estaban protestando por el plan de la Colonial Office de formar la Federación de Rodesia y Nyasalandia.
Con ello, Rose Chibambo comenzó su carrera política al convencerse de que las mujeres debían ser parte de esa lucha política en pro de los intereses africanos. Comenzó organizando a sus amigas en Zomba, la mayoría de ellas esposas de funcionarios y madres como ella. Fue ganándose un hueco en el NAC, al que aportaba tanto a las mujeres que ella misma organizaba como argumentos con problemáticas que afectaban casi ene exclusiva a las mujeres africanas.
En 1956, Rose Chibambo organizó un grupo de mujeres para protestar cuando el presidente del NAC, James Frederick Sangala, y el secretario Thamar Dillon Thomas Banda fueron arrestados por sedición. Su grupo fue arrestado y multado después de que viajaran en autobús hasta el Tribunal Superior de Zomba cantando una canción contra la federación.
En 1958, Hastings Kamuzu Banda fue elegido Presidente del Congreso y comenzó a recorrer el país hablando a favor de la independencia. El mismo año, Chibambo organizó la Liga de Mujeres de Malaui. También se decidió que, en caso de que Banda fuera arrestado debido a las tensiones entre las autoridades y el NAC, éste convocaría una huelga general en la colonia y el NAC formarái un comité ejecutivo de cuatro personas, siendo Chibambo una de ellas.
En marzo de 1959, el gobernador Robert Perceval Armitage ordenó detener a todos los líderes de NAC. A Chibambo la detuvieron en el hospital de Zambo, el día siguiente de dar a luz a su quinto hijo. La revista estadounidense Jet escribía: «La principal mujer líder del proscrito Congreso Nacional Africano, la señora Rose Chibambo, de 29 años, que fue arrestada después de dar a luz a su quinto hijo, se ha llevado al niño con ella a la cárcel».
En 1960, los británicos comenzaron a aceptar que la independencia de Nyasalaandia sería inevitable, por lo que liberaron a los líderes del NAC, el Congreso Africano de Nyasalandia se transformó a su vez en el Partido del Congreso de Malaui, como muestra de la legalización de la idea original del NAC y con intención de presentarse a las elecciones generales de Nyasalandia de 1961.
Aunque no tuvo cargo tras las primeras elecciones en la colonia; tras la obtención del autogobierno en 1963, obtuvo el escaño por Mzimba Norte en las elecciones generales de Nyasalandia de 1964. Ese mismo año, tras la independencia de Malaui, hubo una crisis gubernamental en la que varios líderes del PCM, incluida Chibambo, se opusieron a Hastings Banda.
Chibambo fue despedida al día siguiente, 8 de septiembre de 1964 y fue acusada junto al resto de ser una traidora al Estado y una amenaza a la seguridad nacional. Ella y su familia recibieron acoso constante hasta que en 1965 decidió exiliarse en Zambia.
Rose Chibambo regresó a Malaui en 1994. Se dedicó a ser empresaria y política local en Mzuzu. Apoyó actividades de la iglesia que incluyeron la creación y asentamiento de la organización Churches Action in Relief and Development (CARD), que ayuda a los huérfanos de las víctimas del VIH/sida, del Comité de Servicio Cristiano, del Consejo de Iglesias de Malaui y del Grupo de Apoyo Interdenominacional para los Presos.
Murió el 12 de enero de 2016 en el Hospital Privado Mwaiwathu en Blantire a los 86 años.

## Legado
En 2009, se nombró la calle «Rose Chibambo» de Mzuzu en su honor en una ceremonia presidida por el presidente Bingu wa Mutharika.
A partir del 1 de enero de 2012, aparece en el billete de 200 kuachas.